# 李栋恒
李栋恒（1944年—），男，河南内乡人，中国人民解放军中将。

## 生平
早年毕业于上海交通大学船舶动力系，后参加中国人民解放军。1986年，升任中国人民解放军第39集团军政治部主任。1990年，担任39集团军副政委。1993年，升任集团军政委。1994年，改任中国人民武装警察部队政治部主任。2003年，升任中央军委纪委副书记兼总装备部副政委，授中将军衔。
2008年，当选第十一届全国政协常务委员，代表特别邀请人士，分入第五十五组。并担任教科文卫体委员会专委。